# ProFont
ProFont è un carattere monospazio. È stato creato da Tobias Jung, un programmatore tedesco che cercava un carattere con caratteristiche simili al Profont da lui usato sul suo Mac 9.1 ma che funzionasse anche su Windows e macOS. Le caratteristiche del font dovevano essere le seguenti:
- I caratteri dovevano essere perfettamente distinguibili uno dall'altro, ad esempio non doveva essere possibile confondere l'uno (1) con la L minuscola (l) o la i maiuscola (I)
- Lo zero doveva essere "barrato"
- Doveva essere possibile usare piccole definizioni (intorno ai 9 punti) senza perdere in leggibilità.

Dopo aver effettuato vari tentativi (ad esempio la conversione ad un formato compatibile con Windows) e inutili ricerche Jung giunse alla conclusione che doveva creare un nuovo carattere che fu appunto il ProFont. Il font è stato creato in formato TrueType in modo tale da poter essere usato su praticamente qualsiasi piattaforma.